# Codi Morse japonès
El codi Morse japonès, també anomenat codi Wabun, és el sistema de comunicació telegràfic que es feia servir amb la llengua japonesa.
En tenir un sistema d'escriptura propi, el Codi Morse es va haver d'adaptar al japonès. Lògicament, la complexitat i alt nombre dels kanjis (sinogrames) els va excloure del sistema el qual es basava exclusivament en kanes (caràcters sil·làbics). Per aquest motiu, a vegades es fa servir el nom de codi kana.
En aquest codi encara hi havia lloc per als caràcters obsolets wi (kana ゐ) i we (kana ゑ) i que per marcar el dakuten o el handakuten calia telegrafiar-los després del caràcter simple.
Quan el codi Wabun es barreja amb el Codi Internacional de Morse, el prosigne DO/ (-..---) es fa servir per anunciar l'inici del Wabun, i el prosigne SN/ (...-.) es fa servir per tornar al Codi Internacional.

## Taula d'equivalències
A sota hi ha una taula d'equivalències entre el caràcter i el codi. Els caràcters estan ordenats segons l'ordre gojūon.
| Mora | Codi  | Mora  | Codi  | Mora  | Codi  | Mora  | Codi  | Mora  | Codi | Mora  | Codi  | Mora  | Codi  | Mora  | Codi  | Mora  | Codi  | Mora  | Codi  | Control         | Codi   |
| ---- | ----- | ----- | ----- | ----- | ----- | ----- | ----- | ----- | ---- | ----- | ----- | ----- | ----- | ----- | ----- | ----- | ----- | ----- | ----- | --------------- | ------ |
| a ア | --•-- | ka カ | •-••  | sa サ | -•-•- | ta タ | -•    | na ナ | •-•  | ha ハ | -•••  | ma マ | -••-  | ya ヤ | •--   | ra ラ | •••   | wa ワ | -•-   | Dakuten ゛      | ••     |
| i イ | •-    | ki キ | -•-•• | shiシ | --•-• | chiチ | ••-•  | ni ニ | -•-• | hi ヒ | --••- | mi ミ | ••-•- |       |       | ri リ | --•   | wi ヰ | •-••- | Handakuten ゜   | ••--•  |
| u ウ | ••-   | ku ク | •••-  | su ス | ---•- | tsuツ | •--•  | nu ヌ | •••• | fu フ | --••  | mu ム | -     | yu ユ | -••-- | ru ル | -•--• | n ン  | •-•-• | vocal llarga ー | •--•-  |
| e エ | -•--- | ke ケ | -•--  | se セ | •---• | te テ | •-•-- | ne ネ | --•- | he ヘ | •     | me メ | -•••- |       |       | re レ | ---   | we ヱ | •--•• | Coma 、         | •-•-•- |
| o オ | •-••• | ko コ | ----  | so ソ | ---•  | to ト | ••-•• | no ノ | ••-- | ho ホ | -••   | mo モ | -••-• | yo ヨ | --    | ro ロ | •-•-  | wo ヲ | •---  | Punt 。         | •-•-•• |